# Irek Grabowski

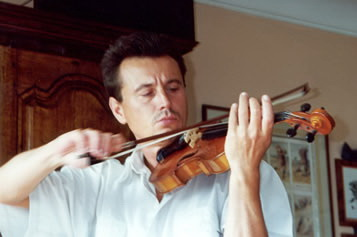
Irek Grabowski (2001)

Irek Grabowski, eigentlich Ireneusz Grabowski (* 22. März 1966 in Polen; † 19. August 2010 in Bangkok, Thailand), war ein Autor, Komponist, Arrangeur und Musiker auf der Violine und Klavier.

## Leben
Er erhielt eine Musikausbildung für Violine und Piano an der Musik-High-School sowie am Konservatorium von Poznań, wo er 1990 mit dem Titel „Master of the Arts“ abschloss. Er war Konzertmeister des Kammerorchesters Musica Viva, mit dem er Tourneen durch Europa unternahm. Zugleich war er Mitglied des Nationalen Philharmonischen Orchesters von Poznań. Grabowski besaß neben der polnischen auch die belgische Staatsbürgerschaft und lebte seit 2004 in Doha, wo er am International Centre for Music und an der Akademie von Katar Violinunterricht gab. Bei großen Ereignissen wie dem ATP Doha Tennisturnier oder der Eröffnung neuer Gebäude der Qatar Foundation trat er auch öffentlich auf.

## Video
- A Child is born

| Personendaten    | Personendaten                                                                  |
| ---------------- | ------------------------------------------------------------------------------ |
| NAME             | Grabowski, Irek                                                                |
| ALTERNATIVNAMEN  | Grabowski, Ireneusz                                                            |
| KURZBESCHREIBUNG | polnischer Autor, Komponist, Arrangeur und Musiker auf der Violine und Klavier |
| GEBURTSDATUM     | 22. März 1966                                                                  |
| GEBURTSORT       | Polen                                                                          |
| STERBEDATUM      | 19. August 2010                                                                |
| STERBEORT        | Bangkok, Thailand                                                              |